# Cenote Sagrado
Cenote Sagrado är ett slukhål i Mexiko.   Det ligger i kommunen Tinum och delstaten Yucatán, i den östra delen av landet, 1 100 km öster om huvudstaden Mexico City. Cenote Sagrado ligger 34 meter över havet.
Terrängen runt Cenote Sagrado är mycket platt. Runt Cenote Sagrado är det ganska glesbefolkat, med 29 invånare per kvadratkilometer. Närmaste större samhälle är Chichén-Itzá, 1,5 km söder om Cenote Sagrado. I omgivningarna runt Cenote Sagrado växer i huvudsak lövfällande lövskog.